# Firelight (gruppo musicale)
I Firelight sono un gruppo musicale folk maltese.
Hanno rappresentato Malta all'Eurovision Song Contest 2014 con la canzone Coming Home, classificandosi in finale alla 23ª posizione.

## Formazione
- Michelle Mifsud – voce, pianoforte, percussioni
- Richard Edward Micallef – voce, chitarra acustica, dulcimer, percussioni
- Tony Polidano – voce, contrabbasso, basso elettrico, basso acustico, percussioni
- Daniel Micallef – chitarra acustica, chitarra elettrica
- Leslie Decesare – tamburo, percussioni, armonica

## Discografia

### Singoli
| Anno | Titolo        | Posizione massima | Posizione massima | Posizione massima | Posizione massima | Posizione massima | Album            |
| Anno | Titolo        | AUT               | GER               | IRI               | SWI               | UK                | Album            |
| ---- | ------------- | ----------------- | ----------------- | ----------------- | ----------------- | ----------------- | ---------------- |
| 2014 | "Coming Home" | 50                | 83                | 93                | 58                | 82                | Backdrop Of Life |